# Août 1933
Cette page présente les faits marquants du mois d'août 1933.

## Événements
- Indonésie : nouvelle arrestation et exil de Soekarno (fin en 1942).

- 2 août : 
  - Daladier déclare que la France est décidée à soutenir l’indépendance de l’Autriche.
  - Inauguration du canal de la mer Blanche.
- 6 août : Grand Prix automobile de Suède.
- 7 août :  les aviateurs français Maurice Rossi et Paul Codos battent le record du monde de distance en ligne droite. Ils se posent à Rayak au Liban après avoir parcouru, en 55 heures, 9 104 km sans escale à partir de New York.
- 8 août : les ambassadeurs de France et de Grande-Bretagne protestent au nom du « pacte à quatre » contre les menaces de violation de l’indépendance autrichienne par l’Allemagne.
- 11 août : premier vol du Blériot 5190.
- 13 août : Grand Prix automobile de Pescara.
- 16 août, Protectorat français du Maroc : agitation provoquée par le renforcement de l’administration directe au Maroc. Les forces coloniales, commandées par le général Henri Giraud, intensifient la campagne de pacification dans le Haut Atlas.
- 17 août : premier lancement par les Soviétiques d'une fusée à carburant liquide, la GIRD. C'est un succès.
- 18 août : le chancelier autrichien Dollfuss rencontre Mussolini et obtient des garanties contre les menaces allemandes.
- 23 août : visite d’Édouard Herriot à Moscou.
- 27 août : 
  - Hitler réclame le rattachement de la Sarre à l’Allemagne.
  - Grand Prix automobile d'Albi.
  - Grand Prix automobile de Marseille.
- 30 août : création de la compagnie Air France.

## Naissances
- 1er août : Toni Negri, homme politique, philosophe, essayiste, dramaturge et professeur de philosophie italien († 16 décembre 2023).
- 4 août : Sheldon Adelson, entrepreneur américain († 12 janvier 2021).
- 7 août : Aldo Zargani, écrivain italien († 20 octobre 2020).
- 14 août : Richard R. Ernst, chimiste suisse († 4 juin 2021).
- 15 août : Stanley Milgram, psychologue américain († 20 décembre 1984).
- 16 août : Stuart Roosa, astronaute américain († 12 décembre 1994).
- 17 août : Eugene Kranz, directeur de vol des missions Apollo.
- 18 août :
  - Just Fontaine, footballeur français († 1er mars 2023).
  - Roman Polanski, réalisateur né en France.
- 21 août : Chedly Ayari, économiste et homme politique tunisien († 27 janvier 2021).
- 25 août : 
  - Wayne Shorter, saxophoniste et compositeur de jazz américain († 2 mars 2023).
  - Roberto De Simone, acteur et compositeur italien de musique de films.
- 29 août : Jihane el-Sadate, universitaire égyptienne, veuve de l'ancien président Anouar el-Sadate († 9 juillet 2021).
- 30 août : 
  - Don Getty, premier ministre de l'Alberta.
  - Shlomo Avineri, politologue et historien israélien († 1er décembre 2023).